# 挙状
挙状（きょじょう）とは、古代から中世にかけての日本で用いられた推薦状。中世には推挙状（吹挙状・すいきょじょう）とも呼ばれた。
本来は律令制の下で官職任用の際の推薦状を意味していたが、中世に入ると推薦・取次・紹介・口入などの際に提出する文書を意味するようになる。
職制律では一定の能力を認められた学生が貢挙される際に挙状が出されることになっているが、時代が下るにつれて実際の能力よりも家柄などによって出されるようになっていった。
官職や所職への就任を希望する際、あるいは訴訟を起こす際には、希望する者が属する主君や領主から挙状を得る慣習があった。すなわち、中世日本の人々がその所属する法圏や組織、社会を越えた公的領域において法的行動を取るために法圏の許可を得る基本的手続きであった。なお、主君や領主などの上位者に直接申し入れることが憚られるということで、挙状の宛先を上位者が任じた奉行や側近として知られた人物にして、その人物を介して上位者の推薦を得るという方法も取られた。
なお、挙状（推挙状）の本来の趣旨とは外れるものの、挙状の結果として官途を得られることが決まった場合に挙状を出した人（推挙された人）に結果を報告するために出された書状も官途推挙状と呼ばれる。
『御成敗式目』第6条には、諸国の荘園公領や神社仏寺の支配下の人々が鎌倉幕府に訴訟を起こす際には本所の挙状を必要とするという規定があり、更に庶民が訴訟を起こす場合には諸国では地頭の、鎌倉の住人は地主の挙状を必要とするという規定が設けられたことが『吾妻鏡』建長2年4月29日（1250年5月31日）条に記されている。また、『御成敗式目』第39条では御家人が勝手に官位を受けるのを防ぐために、鎌倉幕府に官位昇進のための挙状を求めることを禁止している。